# أفرو شاكلتون
طائرة أفرو شاكلتون هي طائرة دوريات بحرية  بريطانية طويلة المدى مستخدمة من قبل سلاح الجو الملكي وسلاح الجو الجنوب أفريقي. تم تطويرها في شركة أفرو باعتماد تصميم المقاتلة أفرو لينكولن والتي هي تطوير للطائرة أفرو لانكاسترالشهيرة.

## معرض الصور

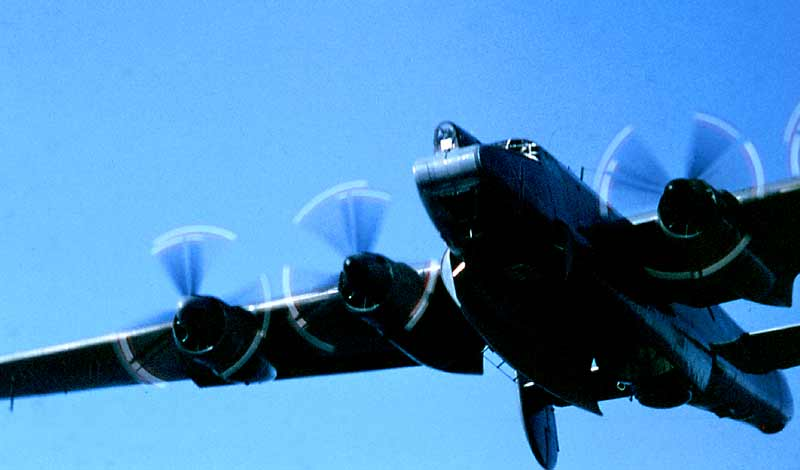
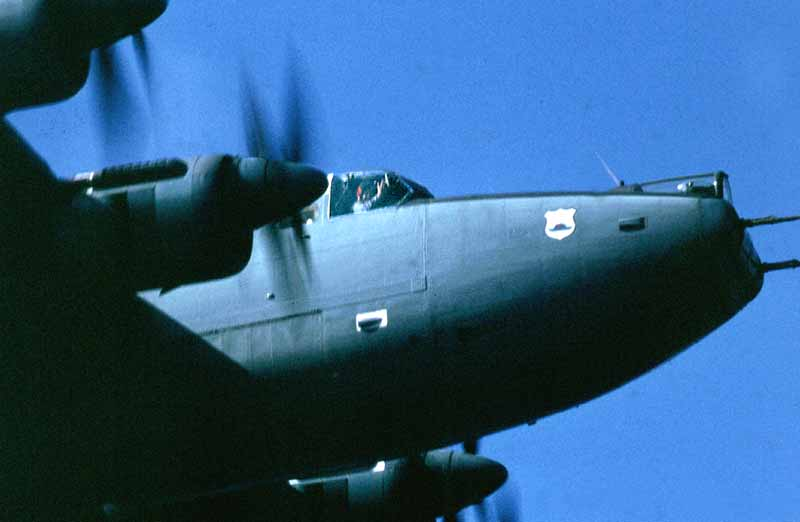
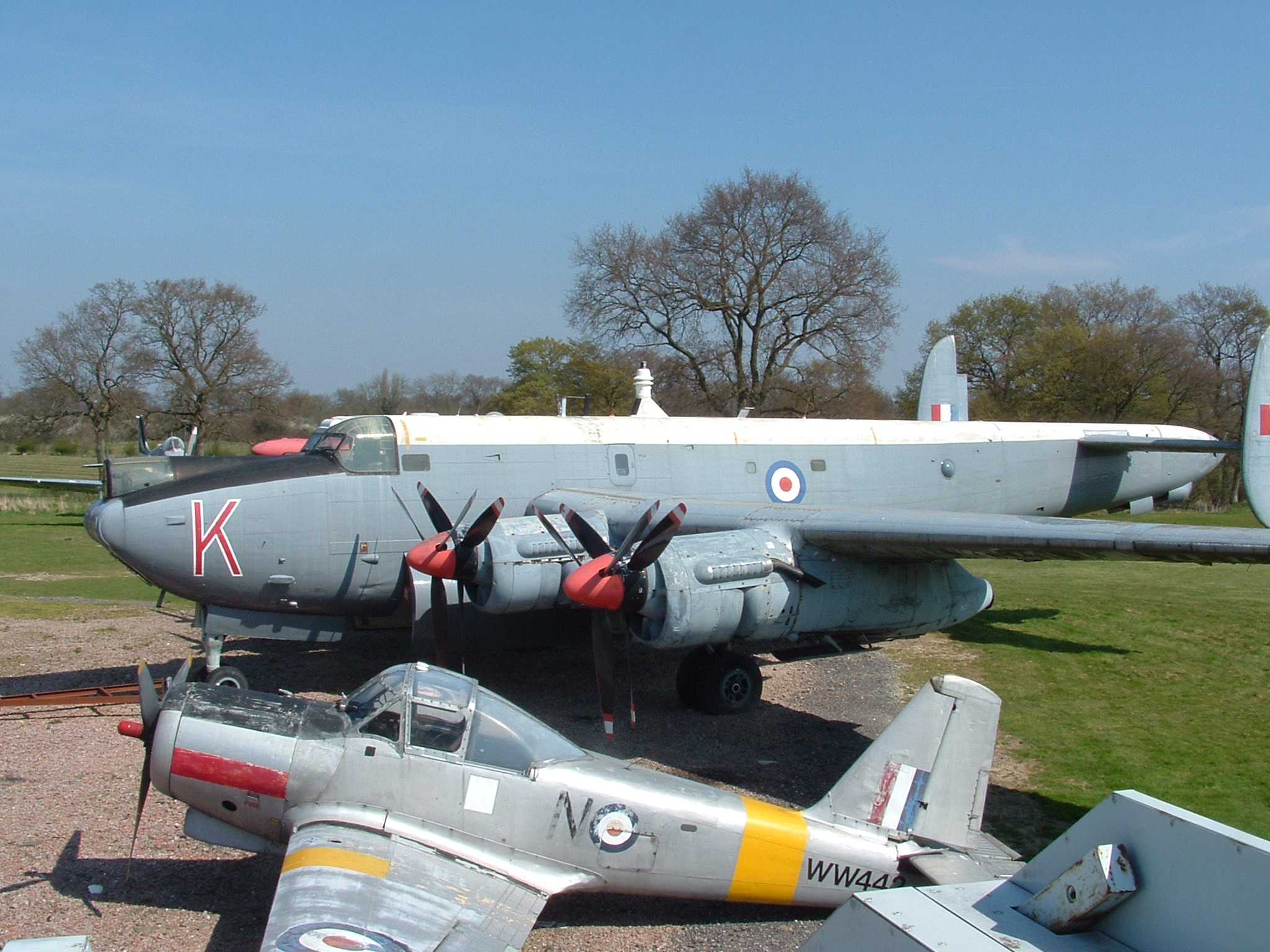
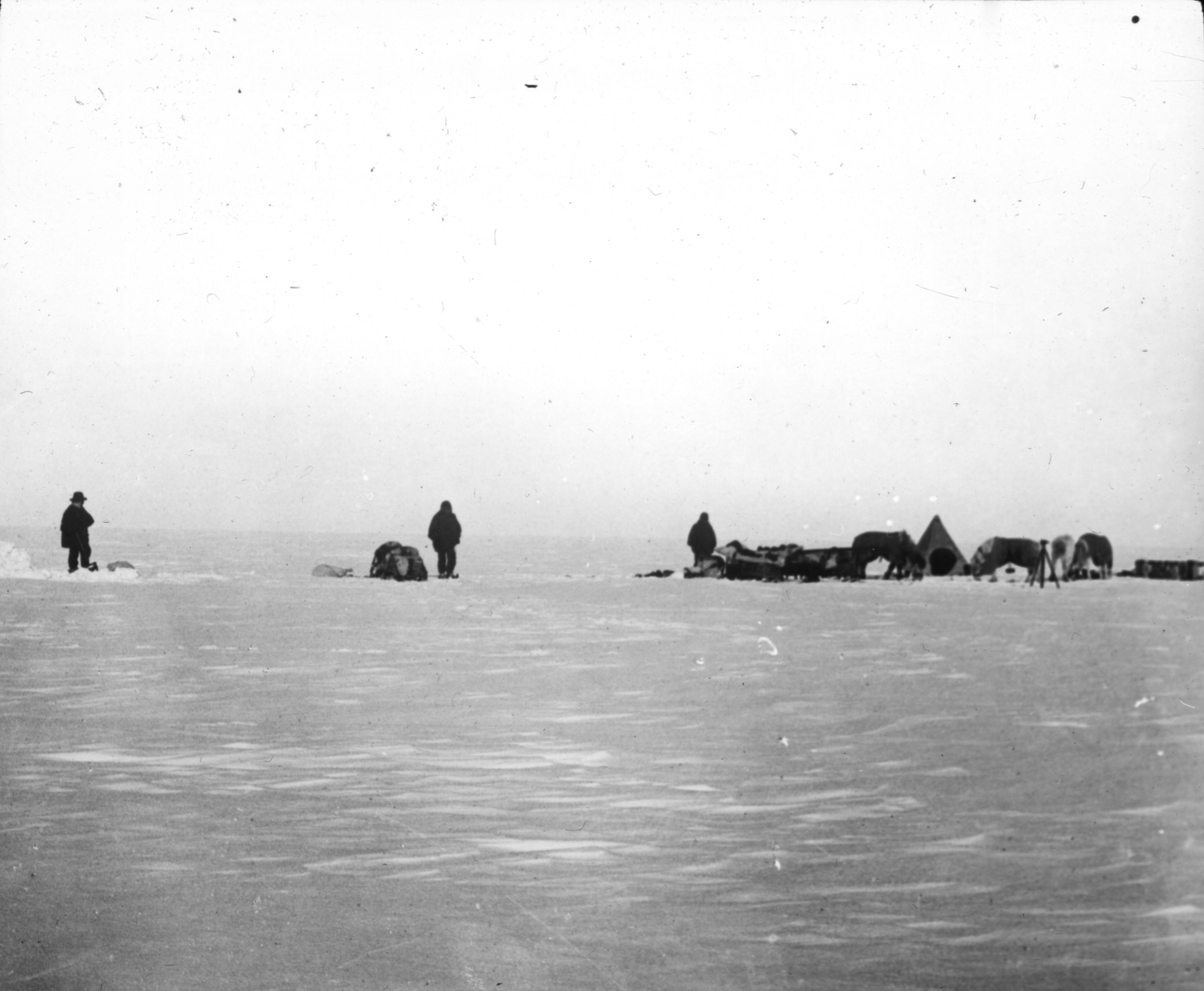
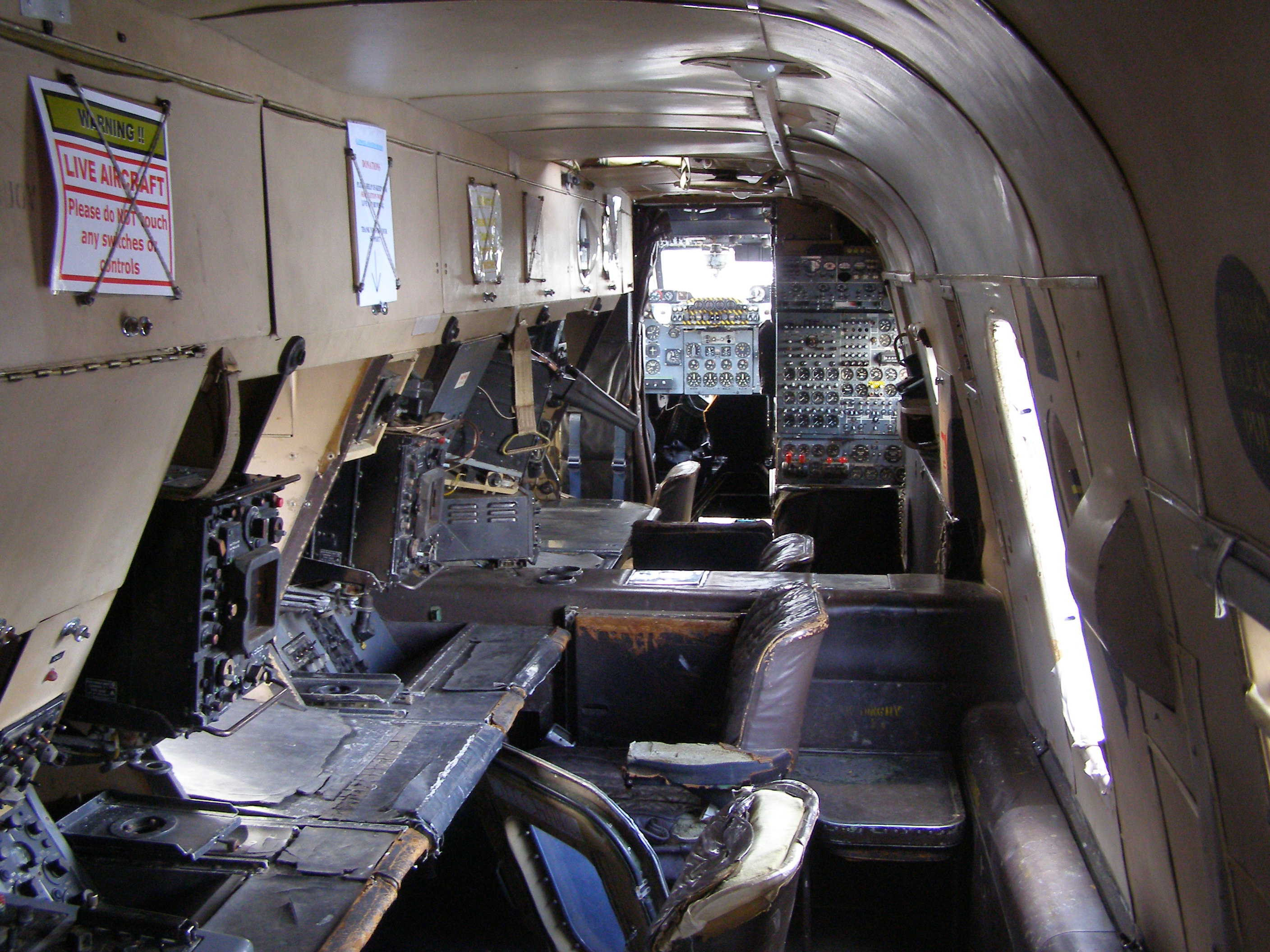
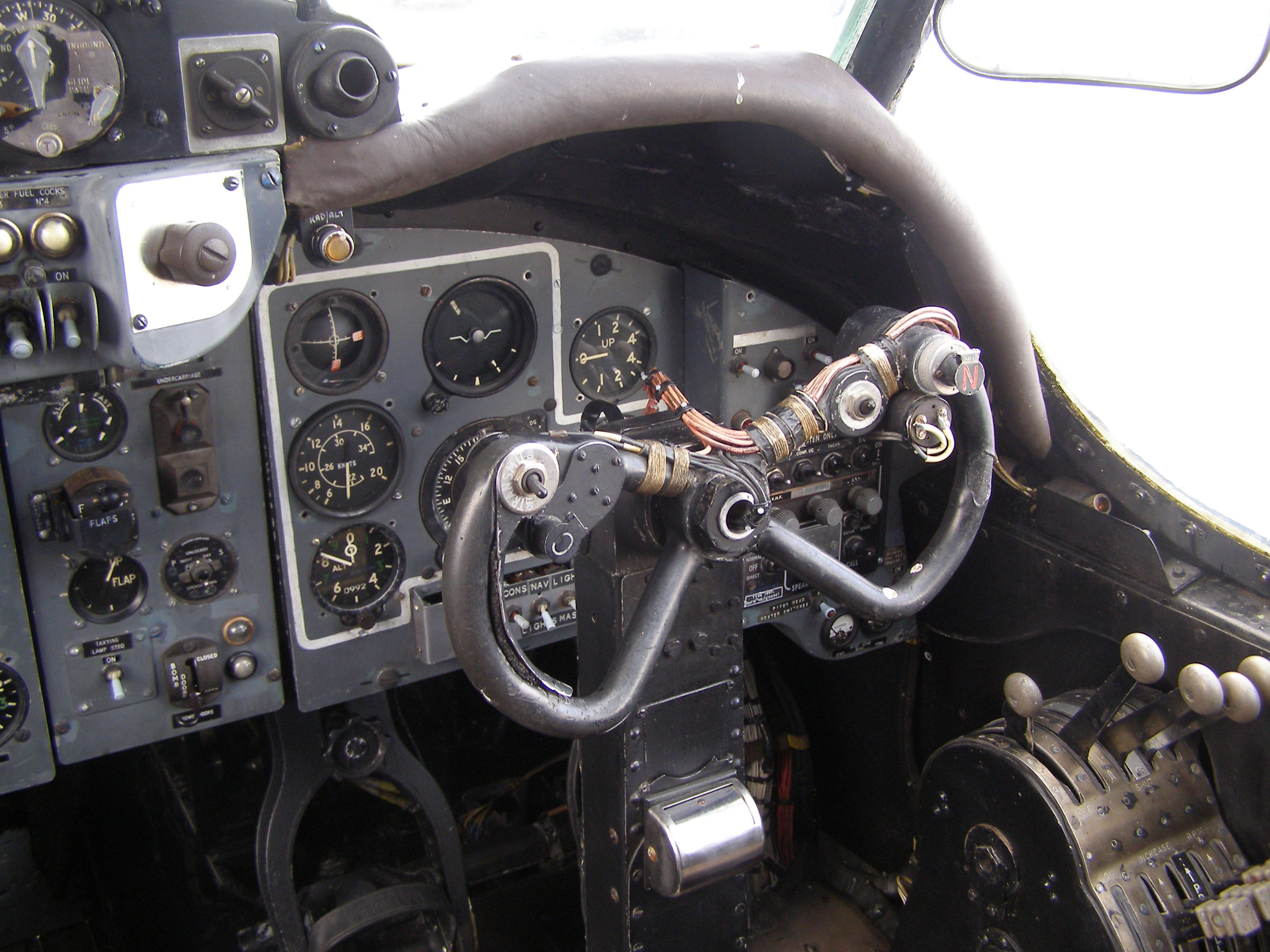

## المشغلون
- سلاح الجو الجنوب أفريقي
- سلاح الجو الملكي

## وصلات خارجية
- شاكلتون جمعية
- طائرة.co.za – أفرو شاكلتون
- موقع شاكلتون WR963
- Shackletons: الرعد عبر الخليج